# (61342) Lovejoy
(61342) Lovejoy ist ein Asteroid des inneren Hauptgürtels, der am 3. August 2000 vom australischen Astronomen Gordon J. Garradd in Loomberah, New South Wales bei einer Helligkeit von etwa 17 mag entdeckt wurde. Nachträglich konnte der Asteroid bereits auf Aufnahmen nachgewiesen werden, die am 5. Februar 1995 am Steward Observatory in Arizona im Rahmen des Programms Spacewatch gemacht worden waren. Auch in den zwei Monaten vor seiner Entdeckung war der Asteroid bereits mehrfach unbemerkt an verschiedenen Observatorien in den Vereinigten Staaten und Chile fotografiert worden.
Der Asteroid wurde am 26. September 2007 auf Vorschlag des Entdeckers nach dem australischen Amateurastronomen Terry Lovejoy benannt, ein Kometenbeobachter, der mit seinen modifizierten Digitalkameras und durch Auswertung von SOHO/LASCO-Daten im Internet auch ein Pionier bei der Entdeckung von Kometen ist.